# Sunset Bain
Sunset Bain, conosciuta anche come Madame Menace, è un personaggio dei fumetti, creato da Tom DeFalco (testi) e Steve Ditko (disegni), pubblicato dalla Marvel Comics. È apparsa per la prima volta in Machine Man (vol. 1) n. 17 (ottobre 1980).

## Vita
Sunset Bain nasce e cresce a San Diego, in California. È sempre stata determinata e dotata di un intelletto geniale. Da ragazza frequenta l'M.I.T dove conosce e seduce Tony Stark con lo scopo di ottenere l'accesso alle industrie del padre di lui, Howard.
Sunset, con l'aiuto di un gruppo di uomini mascherati, si introduce alle Stark Industries rubando i progetti e i prototipi delle invenzioni. Per l'incursione alle industrie Stark indossa un body verde, una maschera ed una parrucca, assumendo l'identità segreta di Madame Menace.
Ben presto la relazione con Tony finisce e lei apre la sua compagnia, la Baintronics Inc., ispirandosi ai progetti rubati. Alla luce del giorno la Baintronics è un'azienda come le altre che cerca di farsi una buona immagine e di ottenere buone impressioni da parte di personalità di spicco come senatori, miliardari e celebrità. In realtà, Sunset ha un secondo scopo: vendere armi ai criminali. Per farlo crea un arsenale di armamenti molto pericolosi nel sotterraneo segreto della compagnia.
Quando Machine Man perde un braccio artificiale lottando contro il Barone Brimstone, Sunset lo acquista con l'intento di modificarlo e creare così il suo esercito personale di macchine robot. Machine Man si mette alla ricerca del suo braccio e, quando lo trova, affronta Sunset (o meglio, Madame Menace) che però riesce ad intrappolarlo grazie alla sua tecnologia EMP che è in grado di disattivare tutti i dispositivi elettrici presenti nelle circostanze. Anche se in un primo momento Madame Menace sembra avere la meglio, Machine Man riesce a liberarsi e a fuggire. Sunset, impegnata nelle trattative per vendere il robot, è costretta a far esplodere il suo yatch per mettersi in salvo.
Successivamente Machine Man viene attaccato da una Termini, un distruttore in forma di larva di Terminus. Iron Man lo salva e, credendo di compiere una buona azione, lo porta al quartier generale della Baintronics pensando che Sunset li avrebbe aiutati. Lei finge di aiutarli ma, in realtà, usa la tecnologia Duplikatron per fare delle repliche di Machine Man e della testa dell'androide Jocasta. Quando Machine Man, riparato, va via, lei riesce a scambiare il vero Jocasta con la replica che ha creato. Sunset, però, non riesce a decifrare il codice dell'IA di Jocasta ed è costretta a chiedere aiuto a Tony Stark.
Nel frattempo, Sunset ingaggia la nuova War Machine per liberarsi degli attuali datori di lavoro di Stark e convincerlo a lavorare per lei. Nonostante i dubbi Stark accetta per capire meglio quello che Sunset ha in mente. Stark riesce a liberare il vero Jocasta e a convincere la nuova War Machine a smettere di lavorare per Sunset.
In seguito, Sunset recluta Taskmaster per ostacolare un'operazione delle Industrie Stark, distruggendo l'ultima tecnologia di semiconduttori da loro posseduta. Taskmaster riesce nell'intento ma Sunset, anziché pagarlo per il lavoro svolto, lo consegna alla polizia. Liberatosi, Taskmaster reagisce facendo esplodere una guerra tra la Baintronics e la Triade e, nel frattempo, perseguita Sunset e riesce a spararle ferendola ad una spalla.
La Baintronics si trova così ad affrontare momenti bui. Per risollevarsi Sunset decide di impossessarsi di tutti i pezzi mancanti della War Machine Armor. Dato che lei è in possesso della testa e Parnell Jacobs del corpo, provano insieme a sedurre Stuart Clarke per ottenere i restanti pezzi delle armature e, quando riescono a trovarli, Sunset si libera di Clarke.
Non contenta Sunset raccoglie altri parti di Machine Man e lo collega allo Stato 51, un'invenzione da lei ottenuta quando la Nextwave ha distrutto la Beyond Corporation. Riesce ad unire il robot alla macchina trasformandolo in un robot gigante ai suoi comandi e lo invia ad attaccare Bombay. Machine Man riesce a riprendere il controllo di sé stesso e a separarsi dallo Stato 51, cattura Sunset e la consegna allo S.H.I.E.L.D.
In precedenza, in molti avevano provato a fermarla ma nessuno ci era mai riuscito. Il Punitore era riuscito a trovarla e a spararle più volte, ma mai a catturarla. Anche il mercenario Silver Sable, con l'aiuto di Sandman e Hawkeye, ha tentato di imprigionarla durante una dimostrazione di armamenti agli inferi. Anche in questa occasione Sunset è riuscita a scappare insieme al suo cliente, il Dr. Octopus.
Tra i suoi acquirenti ci sono i Nuovi Enforcer e la Cerchia Interna.

## Poteri e abilità
Sunset è una donna geniale, di grande intelletto e una grande inventrice. Non possiede abilità soprannaturali ma è molto abile nel combattimento e nell'uso di armi. La sua forza e velocità sono nella media.
| Abilità       | Punteggio |
| Intelligenza  | 5         |
| Forza         | 2         |
| Velocità      | 2         |
| Resistenza    | 2         |
| Combattimento | 3         |
| Energia       | 0         |